# 黎敬宗
黎敬宗（れいけいそう、レ・キントン、ベトナム語：Lê Kính Tông / 黎敬宗）は、後黎朝大越中興期の第17代皇帝。名は黎 維新（レ・ズイ・タン、ベトナム語：Lê Duy Tân / 黎維新）。

## 生涯
世宗の次男。光興22年8月24日（1599年10月12日）に父帝が崩じると、当時専権を振るっていた平安王鄭松は世宗の長男の黎維持が暗愚だという理由で、当時12歳の黎維新が皇帝に擁立された。
敬宗の治世は鄭松が国政の全権を握り、敬宗は飾り物の皇帝であった。敬宗は鄭松の娘の鄭氏玉楨を皇后としたが、専権を振るう鄭松に対して強い不満を覚えていた。
弘定20年（1619年）3月、敬宗は鄭松の十九男である万郡公鄭椿と共謀して、鄭松を暗殺して実権を取り戻そうとした。暗殺者は戦象に乗った鄭松を銃撃したが象に当ててしまい、暗殺者を逮捕・拷問して首謀者を知った鄭松に脅迫された敬宗は自縊に追い込まれた。
暗殺未遂に遭った鄭松は死後廟号を贈らせず、諡号を単に簡輝帝とさせたが、鄭松の死後の徳隆4年1月1日（1632年2月20日）、長男の神宗によって顕仁裕慶綏福恵皇帝と追諡された。